# Ан-72
Ан-72 (з кодифікації НАТО: Coaler — «Вугляр») — військово-транспортний літак короткого зльоту та приземлення. Єдиний у виробництві реактивний військово-транспортний літак КЗП.
Особливістю конструкції Ан-72 та Ан-74, є використання ефекту Коанда, який дає змогу збільшити підіймальну силу завдяки проходженню вихлопних газів двигунів над верхньою поверхнею крила. Перший політ був здійснений 31 серпня 1977 року, серійне виробництво почалося у 1985 році.
У 1997 та 1998 роках два літаки Ан-72 брали участь у забезпеченні ралі Париж-Дакар, а у 1999 році чотири літаки цього типу були використані під час ралі.

## Історія
Роботи над створенням нового літака, виріб 200 розпочались в АНТК імені Олега Антонова в 1972 за ініціативи самого ДКБ. Провідним конструктором був призначений Я. Г. Орлов літак мав замінити Ан-26, основними вимогами до нього були — короткий зліт та посадка. Для збільшення підіймальної сили було прийняте рішення підняти двигуни над крилом, щоби потік вихлопних газів з двигуна на великій швидкості проходив по крилу викликаючи ефект Коанда. Після продувки моделі в аеродинамічній трубі виявилось, що приріст підіймальної сили завдяки вихлопним газам, на деяких режимах, досягає 20 %. Одним з основних критеріїв по вибору двигуна була температура вихлопних газів. Дюралюмінієві сплави, з яких виготовлена поверхня крила, втрачають міцність вже за температури 150° С. ДТРД (двоступеневий турбореактивний двигун) Д-36, запорізького МКБ «Прогрес», мав велику витрату повітря, що забезпечувало достатньо холодний потік вихлопних газів.
В період 16-27 травня 1974 року було прийнято спільне рішення МАП, ВПС і МЦА (Міністерство цивільної авіації) про початок проєктування Виробу 200. В Травні 1975 році макетній комісії був представлений макет літака. 12 червня 1976 року вийшла постанова ЦК КПРС і РМ СРСР № 558-186 про розробку літака Ан-72. Згідно з технічним завданням ДКБ мало спроєктувати фронтовий транспортний літак короткого злету та приземлення вантажністю 5 тонн і можливістю повітряного десантування. На Київському авіаційному заводі було розгорнуто виробництво партії (7 літаків) дослідних прототипів. Перших два для статичних випробовувань, а наступні — для льотних. Влітку 1977 року з заводу вийшов перший прототип для льотних випробовувань.
31 серпня 1977 року Ан-72 здійснив перший політ, за штурвалом якого був екіпаж у складі командира В. І. Терського і бортінженера А. Л. Круца, з аеродрому Київського авіазаводу в Святошині. Посадку літак провів на льотно-випробувальній базі ДКБ в Гостомелі. Цікавим фактом є те що рівно 30 років до цього, 31 серпня 1947 року, здійснив свій перший політ «первісток» АНТК імені Олега Антонова Ан-2. Взимку 1977 року розпочались льотні випробовування двох наступних прототипів, які зазнали деяких конструктивних змін (зняли гальмівний парашут, підфюзеляжні гребні, змінили будову хвостової частини, збільшили площу нижньої частини стерна напрямку, змінили конструкцію заднього вантажного люка та інше). В 1978 році на Київському авіаційному заводі розпочались роботи з підготовки до серійного виробництва. Проте в цей час основні виробничі потужності було направлено на серійний випуск Ан-32. Щоби не порушувати виробничий процес було ухвалене рішення перенести серійне виробництво Ан-72 на Харківський авіаційний завод, на якому саме завершився випуск Ту-134. Харківський авіазавод з 1955 року випускав літаки КБ Туполєва (Ту-104, Ту-124, Ту-134), тому підготовка до випуску Ан-72, який принципово відрізнявся від Туполєвських літаків, затягнулась. Перший серійний літак піднявся в небо 22 грудня 1985 року.
Перший привселюдний показ літака відбувся в 1979 році на авіасалоні в Ле Бурже. Серійне виробництво тривало до 2002 року. Всього за час виробництва було випущено 123 літаки Ан-72.
У листопаді 1983 року, льотчиками-випробувачами М. Поповичем і С. Максимовим на Ан-72 було встановлено світові рекорди максимальної висоти польоту — 13 410 м, і висоти горизонтального польоту — 12 980 м, для літаків цього класу.
1985 року льотчик-випробувач С. Горбик на Ан-72 розвинув швидкість 681,8 км/год на замкненому 2000-км маршруті.

## Технічний опис

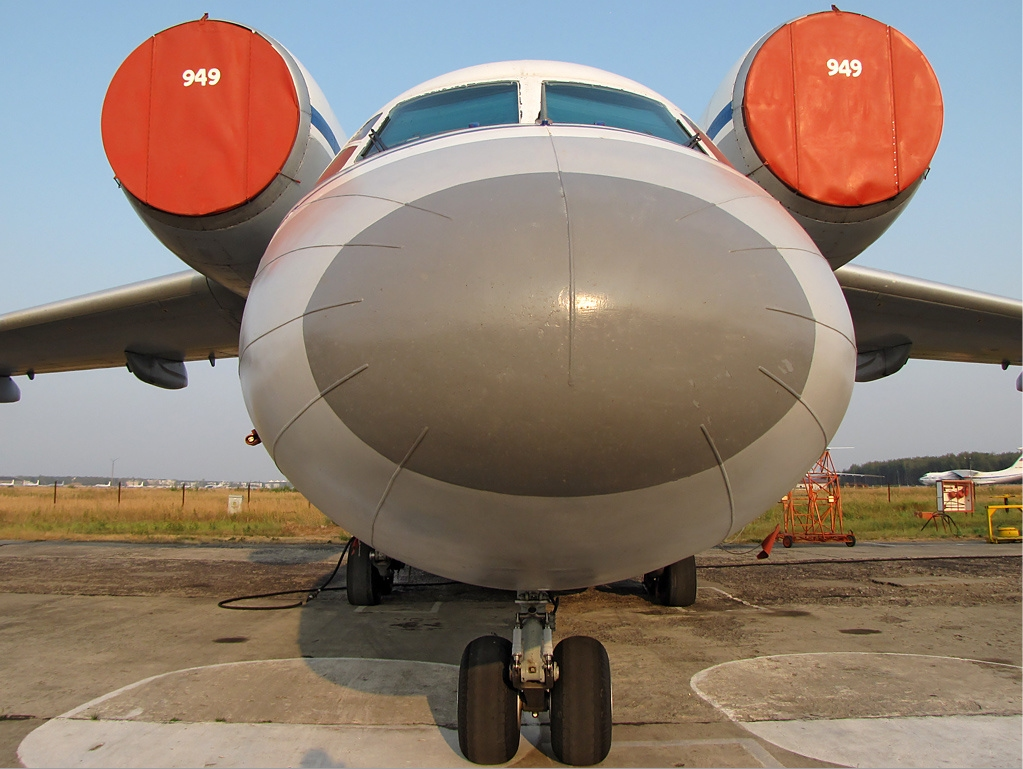
Ан-72

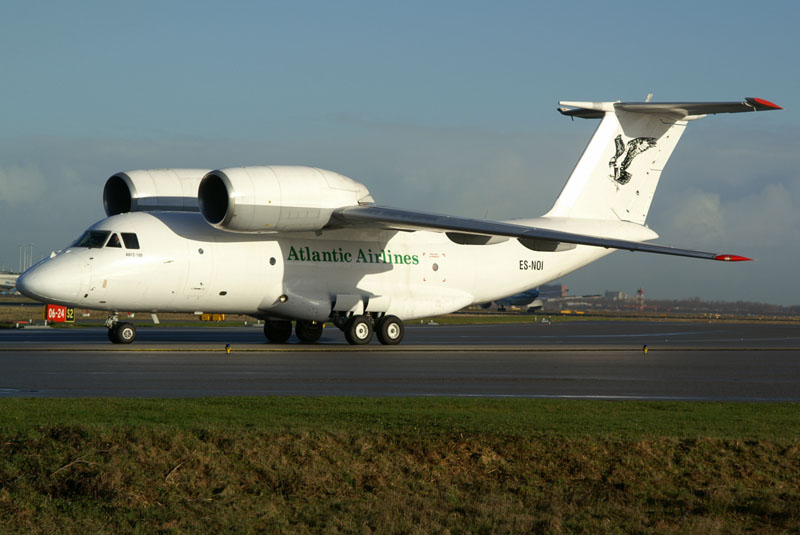
Ан-72-100 авіакомпанії Atlantic Airlines

Ан-72 побудований по аеродинамічній схемі вільно-тримального високоплана із Т-подібним оперенням. Фюзеляж герметичний круглого перерізу, типу півмонокок.
Для забезпечення ефекту Коанда доцільно було використовувати ТРДД з високим ступенем двоконтурності. Ефект Коанда передбачає обдув крила потоком вихлопних газів. Оскільки крило виготовлялось в основному із дюралюмінієвих сплавів, які втрачали свою міцність за температури 150 °С, температура вихлопних газів відігравала важливу роль при виборі двигуна. ТРДД Д-36 забезпечував достатню витрату повітря, що забезпечувало доволі низьку температуру вихлопних газів. Для збільшення поверхні обдуву двигуни були винесені перед центропланом, а їх гондолам ззаду надана спеціальна форма, яка «розмазує» вихлопний потік по крилу.
Силова установка Ан-72 складається із двох ТРДД Д-36 і ДСУ ТА-8В. Для скорочення пробігу двигуни обладнано реверсом тяги.
Крило стрілоподібне, великого подовження, трапецієподібне в плані. По всій довжині крило оснащене висувними закрилками, на центроплані двощілинні, а на консолях трищілинні. На передній крайці консолей встановлено передкрилки. На верхній частині центроплана та консолей розташовано по чотири секції інтерцепторів. Зовнішні інтерцептори використовуються разом із елеронами для гасіння підіймальної сили під час зниження по крутій глісаді, внутрішні — при пробігу або у разі перерваного злету для збільшення опору літака і навантаження на шасі. Використання інтерцепторів дозволило підвищити ефективність гальмування до 20 %.
Хвостове оперення Т-подібне. Стерно напрямку двошарнірної будови розділене на дві частини. Верхня частина керується бустерами системи керування, а нижня — педалями пілота. Стерна мають аеродинамічне та вагове балансування. Нижня частина стерна напрямку оснащена тримером, а стерно висоти оснащене тримером та сервокомпенсатором.
Шасі складається із передньої поворотної опори та чотирьох основних опор із незалежною важільною підвіскою. Стійки шасі неоснащені замками прибраного положення, щоби запобігти їх заклинюванню при потраплянні бруду. Прибране шасі лежить на стулках. У разі відмови гідросистеми шасі випускаються механічно. Під час несправностей, літак може приземлитись на три основні стійки (з однією несправною).

### Технічні характеристики

Джерело: 
Основні характеристики
- Екіпаж: 3-4 чол.
- Пасажиромісткість: 68 солдатів, 57 десантників, 24 поранених (на ношах)
- Вантажопідйомність: 10000 кг
- Довжина: 28,07 м
- Висота: 8,65 м
- Розмах крила: 31,89 м

- Площа крила: 98.62 м²
- Крило у плані: трапецієподібне
- Нормальна злітна маса: 30500 кг
- Максимальна злітна маса: 34500 кг
- Маса палива у внутрішніх баках: 12950 кг
- Силова установка: 2 × ТРДД Д-36
- Тяга: 2 × 63.74 kH
- Допоміжна силова установка: 1 × Газотурбінний ТА-8В

Льотні характеристики
- Максимально допустима швидкість: 720 км/год
- Крейсерська швидкість: 550-600 км/год
- Практична дальність: 1150 км
- Перегінна дальність: 4800-5000 км
- Довжина розгону: 620 м
- Довжина пробігу: 420 м

### Модифікації

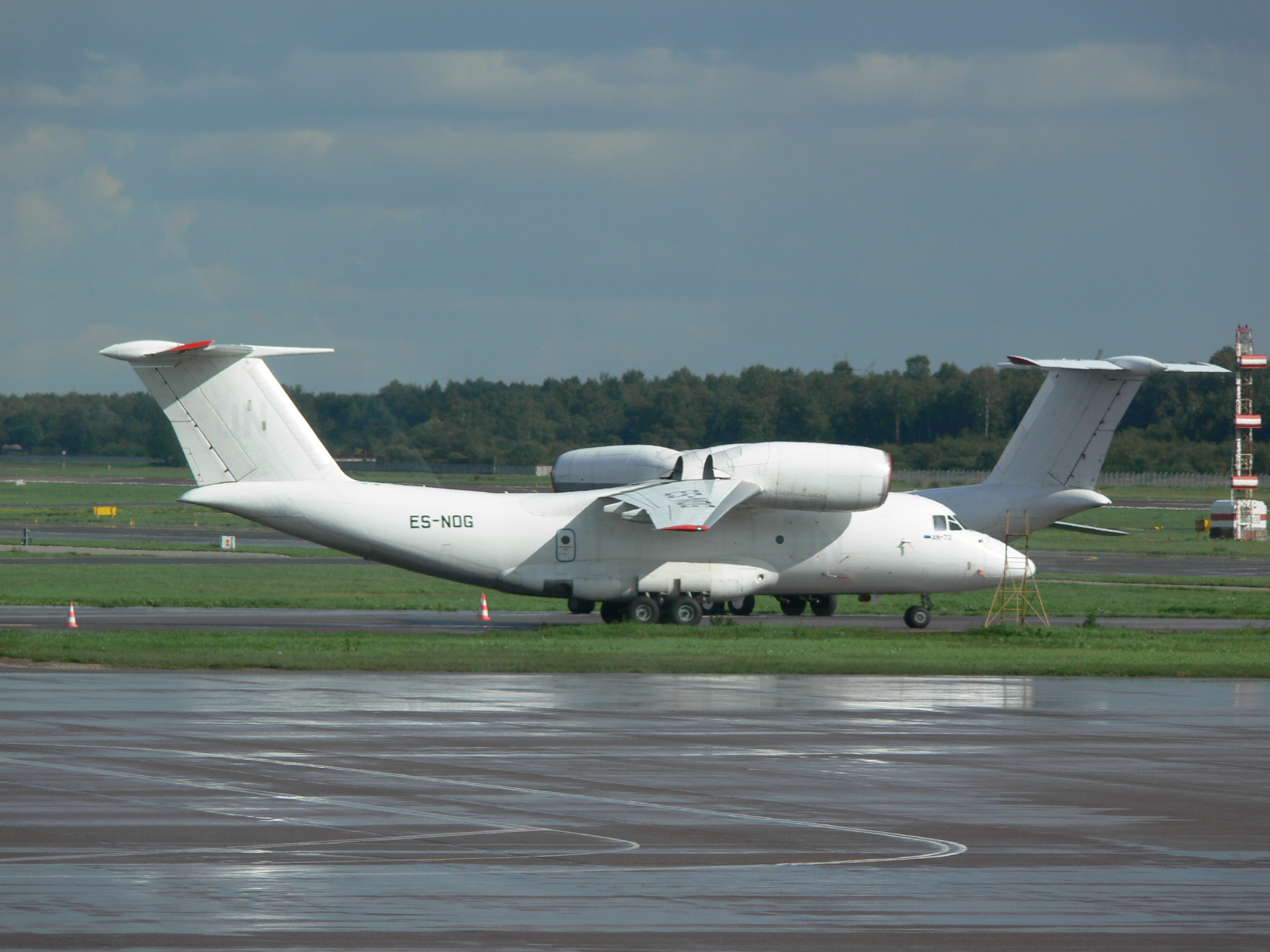
Ан-72с на Талліннському летовищі в 2006 році

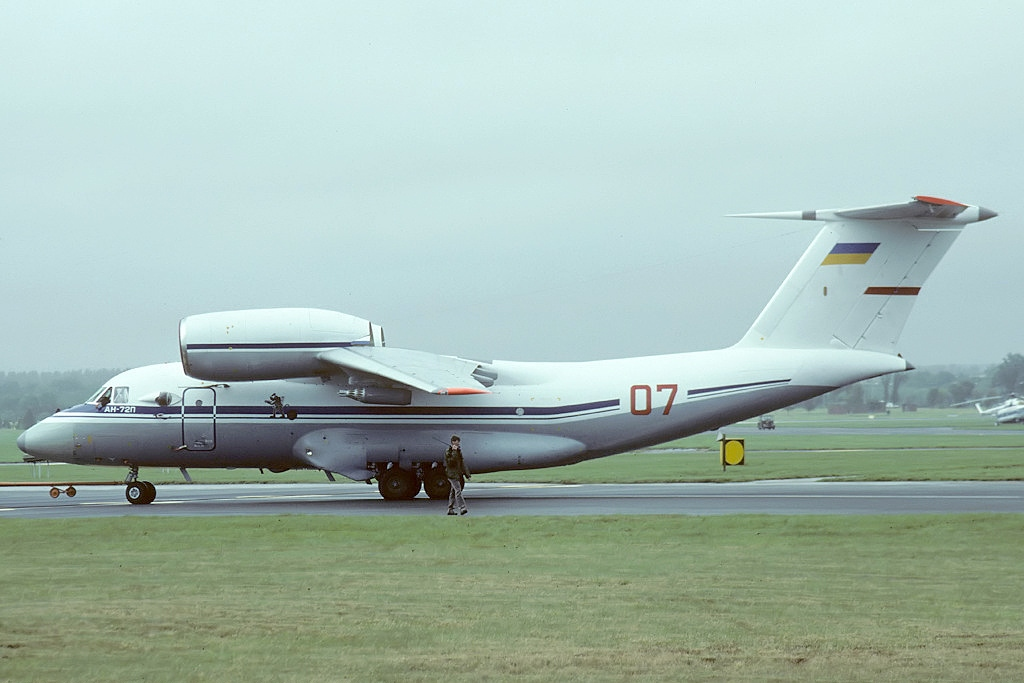
АН-72П з підвішеними на крилах блоками НУРС, авіавиставка в Фарнборо, 1992 рік

- Ан-71 — літак дальнього радіолокаційного виявлення (програма припинена);
- Ан-72В — експортний для Перу. Відрізнявся складом устаткування, наявністю штурмана у складі екіпажу. Переобладнаний 1 літак. Використовувався в ДКБ Антонова як літак супроводу. 10 лютого 1995 з ним зіткнувся дослідний Ан-70.
- Ап-72ЛТ — транспортний літак.
- Ан-72О — адміністративний літак;
- Ан-72П — патрульний літак. Відрізняється наявністю пошукового обладнання та озброєння. Перший політ здійснив 29 листопада 1984 року. Випущено 17 літаків;
- Ан-72ПС — пошуково-рятувальний.
- Ан-72Р — літак дальнього радіолокаційного виявлення. Оснащений комплексом радіотехнічної розвідки, розробленим Московським НВО «Пальма» (програма припинена).
- Ан-72-100 — цивільний транспортний літак;
- Ан-72-100Д — вантажно-пасажирський. Відрізнявся салоном на 14 пасажирів у передній частині фюзеляжу і наявністю санвузла. Переобладнано з Ан-72.
- Ан-74 (Ан-72А «Арктичний») — цивільний транспортний літак для застосування в умовах крайньої Півночі, має збільшений склад екіпажу, більш потужну ДСУ ТА-12. Сертифікований АР МАК м. Москва (Сертифікат типу № 13-74. Має як цивільні, так і військові модифікації (патрульні або військово-транспортні). Перший політ здійснив 29 вересня 1983 року;

## Інциденти і катастрофи
За даними бази даних Aviation Safety Network на 30 січня 2013 року було втрачено 5 літаків типу Ан-72. Аварії та катастрофи модифікації АН-74 цього літака — див. статтю: Ан-74. Інциденти і катастрофи.
| Дата       | Оператор               | Бортовий номер | Місце катастрофи      | Жертви  | Короткий опис |
| ---------- | ---------------------- | -------------- | --------------------- | ------- | --- |
| 23.10.1994 | Прикордонна охорона РФ | RA-72960       | Воркута               | 0 / 34  | Відмова гідросистеми, літак викотився за ЗПС |
| 23.12.1996 | Прикордонна охорона РФ | н.д.           | Нагурське             | 0 / 24  | Розбився при посадці. |
| 22.12.1997 | Renan Airways          | ER-ACF         | між Абіджаном і Рунду | 5 / 5   | Літак пропав з радарів під час польоту з Абіджана в Рунду. Ангольські ВПС повідомили про збитий літак над Атлантикою, можливо це і був Ан-72.                                                                                                 |
| 06.10.2000 | Centrafrican Airlines  | TL-ACW         | Лузамба               | 0 / 10  | Екіпаж забув випустити шасі. Літак приземлився на фюзеляж і викотився на 350 м за ВПС. |
| 21.04.2002 | Trigana Air Service    | ES-NOP         | Вамена                | 0 / 10  | Через помилки екіпажу літак приземлявся занадто швидко, що призвело до поломки передньої опори шасі. Ніс літака упав на ВПС, від тертя фюзеляжу до поверхні ВПС зайнялась гідравлічна рідина, що призвело до пожежі в носовій частині літака. |
| 25.12.2012 | SCAT                   | UP‑72859       | Шимкент               | 27 / 27 | Літак, що належить Прикордонній службі КНБ Казахстану, у складних метеоумовах зазнав катастрофи при виконанні четвертого розвороту в процесі заходу на посадку в аеропорту Шимкент.                                                           |
| 12.12.2024 | ВМФ РФ                 | н.д.           | Остаф'єво, Москва     | 0 / 0   | Військово-транспортний літак ВМФ РФ знищений в результаті вибуху та детонації основної силової установки. |